# 媒体森林
媒体森林（英語：Media Forest）是以色列的一个音樂產業服务提供商，于2005年在以色列内坦亚建立。法国、阿根廷、摩尔多瓦、比利时、保加利亚、羅馬尼亞、希腊和瑞士均拥有公司的加盟連鎖。

## 周榜单
媒体森林在每周日会发布一份电台榜单，记录从前一周周日00:00:00到前一周周六23:59:59的歌曲电台播放数据。

## 媒体音乐奖
媒体音乐奖是媒体森林每年在罗马尼亚举办的一个音乐奖项，其颁奖基于公司统计的电台和电视播放数据。